# Las Casitas, Nayarit
Las Casitas är en ort i Mexiko.   Den ligger i kommunen Acaponeta och delstaten Nayarit, i den centrala delen av landet, 700 km nordväst om huvudstaden Mexico City. Las Casitas ligger 23 meter över havet och antalet invånare är 194.
Terrängen runt Las Casitas är platt söderut, men norrut är den kuperad. Runt Las Casitas är det ganska glesbefolkat, med 25 invånare per kvadratkilometer. Närmaste större samhälle är Acaponeta, 8,8 km sydost om Las Casitas. Omgivningarna runt Las Casitas är en mosaik av jordbruksmark och naturlig växtlighet.